# Parepisimia
Parepisimia är ett släkte av fjärilar. Parepisimia ingår i familjen vecklare.
Kladogram enligt Catalogue of Life:
| Parepisimia | \| \| Parepisimia catharota \| \| \| \| \| \| Parepisimia chrysoplea \| \| \| \| \| \| Parepisimia relapsa \| \| \| \| |
|             | \| \| Parepisimia catharota \| \| \| \| \| \| Parepisimia chrysoplea \| \| \| \| \| \| Parepisimia relapsa \| \| \| \| |
|             | Parepisimia catharota                                                                                                  |
|             | |
|             | Parepisimia chrysoplea                                                                                                 |
|             | |
|             | Parepisimia relapsa |
|             | |